# Herzebrock-Clarholz
Herzebrock-Clarholz is een gemeente in de Duitse deelstaat Noordrijn-Westfalen, gelegen in Kreis Gütersloh. Herzebrock-Clarholz telt 16.095 inwoners (31 december 2020) op een oppervlakte van 79,28 km².
De gemeente kwam op 1 januari 1970 tot stand door een fusie tussen Herzebrock en Clarholz. Beide plaatsen ontstonden in de middeleeuwen rondom belangrijke kloosters en behoorden tot 1797 tot de Heerlijkheid Rheda. Het merendeel van de christenen in de gemeente is rooms-katholiek.

## Geografie, infrastructuur
De gemeente bestaat uit de twee hoofddorpen Clarholz en Herzebrock, met, volgens de gemeentewebsite, per 31 december 2019 respectievelijk 6.243 en 10.468 inwoners (in totaal dus 16.711).
Het centrum van Clarholz ligt 4½ kilometer ten noordwesten van dat van Herzebrock. Beide hoofddorpen worden omgeven door talrijke gehuchten en groepen verspreide boerderijen (Bauerschaften). Het enige van die gehuchten, dat (vanwege zijn kasteel) vermeldenswaard is, is Möhler, dat circa 4 kilometer ten zuiden van Herzebrock ligt en 200 inwoners telt.
Beide plaatsen liggen aan de Bundesstraße 64 en hebben een stationnetje aan de spoorlijn van  Warendorf naar Rheda-Wiedenbrück.

## Economie
In de gemeente zijn de hoofdvestigingen van twee internationaal opererende ondernemingen gevestigd:
- Steinel (sensoren, bewakingscamera's en -lampjes, computer- en machineonderdelen, halfproducten en gereedschappen voor zeer uiteenlopende andere fabrieken): hoofdkantoor en verkoop; de productie vindt voor het grootste deel in Oost-Europa plaats. Aantal arbeidsplaatsen te Herzebrock-Clarholz: circa 1.000.
- Craemer Gruppe (auto-onderdelen en allerlei andere producten van combinaties van metaal en kunststof): hoofdkantoor en kleine fabriek.  Aantal arbeidsplaatsen te Herzebrock-Clarholz: circa 600.

Daarnaast huisvest de gemeente, die samen met de buurgemeentes Oelde en Rheda-Wiedenbrück een intercommunaal bedrijventerrein  nabij de A2 heeft ontwikkeld met de naam Aurea, verscheidene middelgrote industrie-, distributie- en handelsbedrijven met elk tussen de 50 en 200 werknemers, in uiteenlopende branches.

## Bezienswaardigheden
- Benedictinessenklooster Herzebrock met de bijbehorende, gotische St.-Christinakerk en klein streekmuseum
- Premonstratenzerklooster Clarholz, met de bijbehorende, gotische, uit de 14e eeuw daterende Sint-Laurenskerk; ook in dit klooster is een klein museum aanwezig in de Kellnerei (bijgebouw, waar de rentmeester woonde en kantoor hield)
- Geboortehuis te Herzebrock van Casper Clemens Zumbusch, met klein museum. Al de drie hier vermelde musea zijn op zondagmiddagen enkele uren, en verder op afspraak te bezoeken.
- Kasteel Möhler, fraai gerestaureerd slot met park, nabij het gehucht van die naam; het kasteel zelf is als bedrijfs- en kantoorverzamelgebouw in gebruik en kan niet bezichtigd worden, tuinen en park zijn vrij toegankelijk
- De gemeente wordt tot het Münsterland gerekend en heeft, samen met andere organisaties, talrijke toeristische fietsroutes uitgezet. De meeste hiervan zijn bedoeld voor meerdaagse fietsvakanties. In Clarholz-Herzebrock zijn verscheidene kleine pensions, campings e.d. speciaal voor fietstoeristen ingericht.

## Belangrijke personen in relatie tot de gemeente
- Casper Clemens Zumbusch, geboren 23 november 1830 te Herzebrock; overleden 26 september 1915 te Rimsting aan de Chiemsee, Beieren; belangrijk beeldhouwer en ontwerper van gedenkpenningen; woonde en werkte vanaf zijn 18e jaar in Beieren en Oostenrijk, waar nog veel van zijn werk bewaard is gebleven.
- Carl Miele sr. , geboren 25 juli 1869 te Herzebrock, overleden 24 december 1938 te Gütersloh, medeoprichter van het Miele-concern
- August Claas (1887-1982), geboren te Clarholz, medeoprichter van het Claas-concern

## Partnersteden
- Le Chambon-Feugerolles, Frankrijk, sedert 1973
- Steenwijkerland, Nederland, sedert 1993

## Afbeeldingen

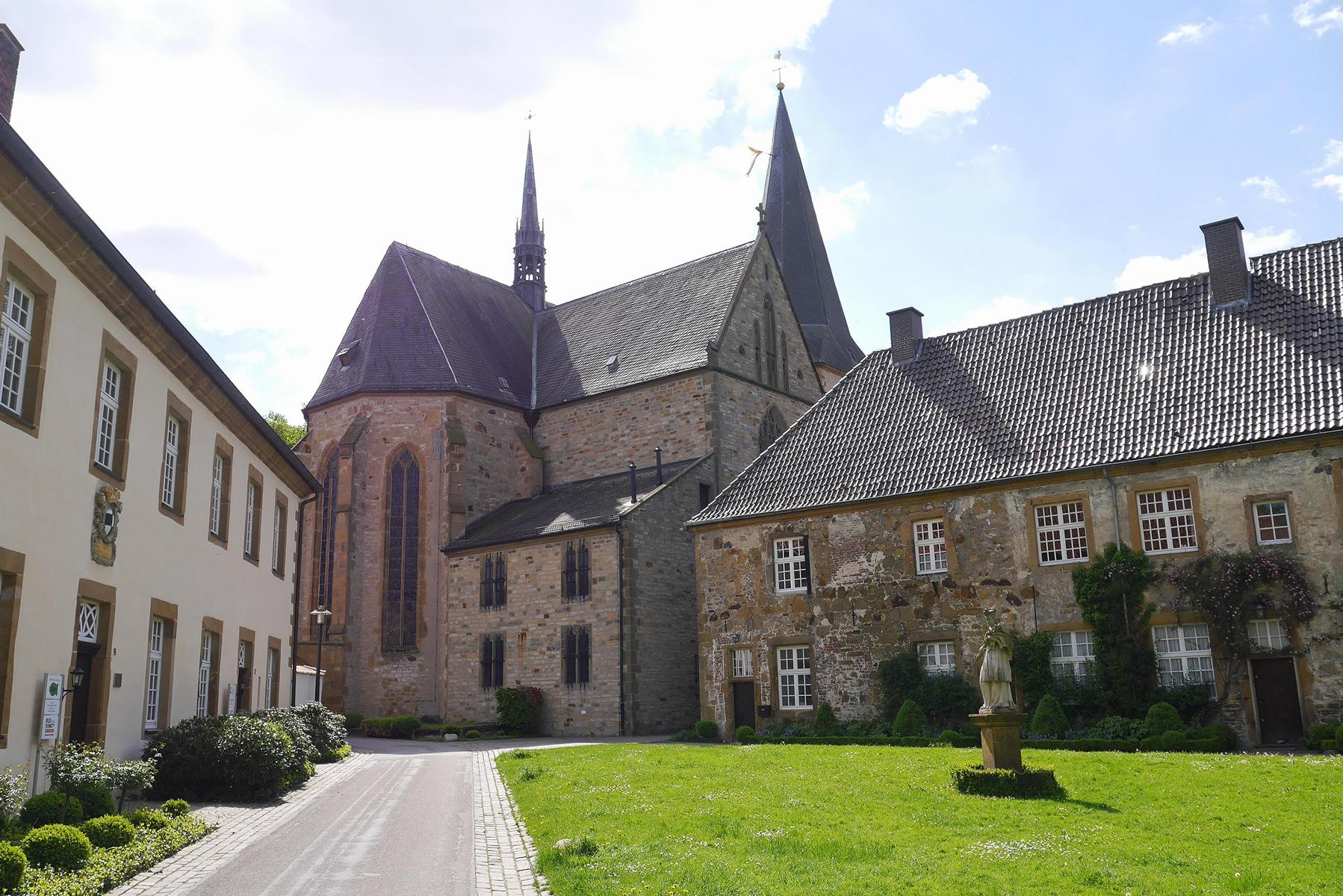
Kloostergebouwen, St. Christinakerk, Herzebrock
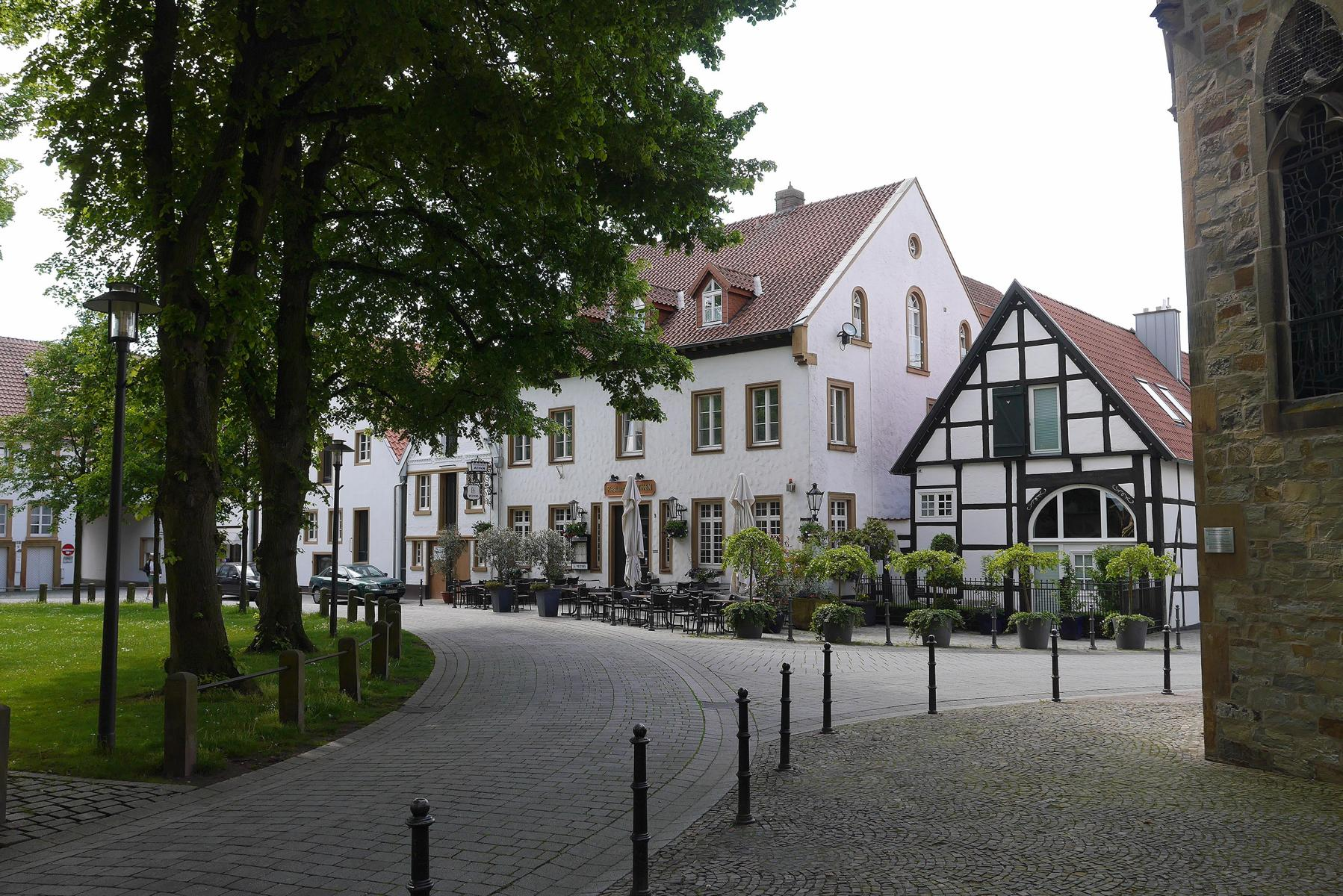
Herzebrock, Kerkplein
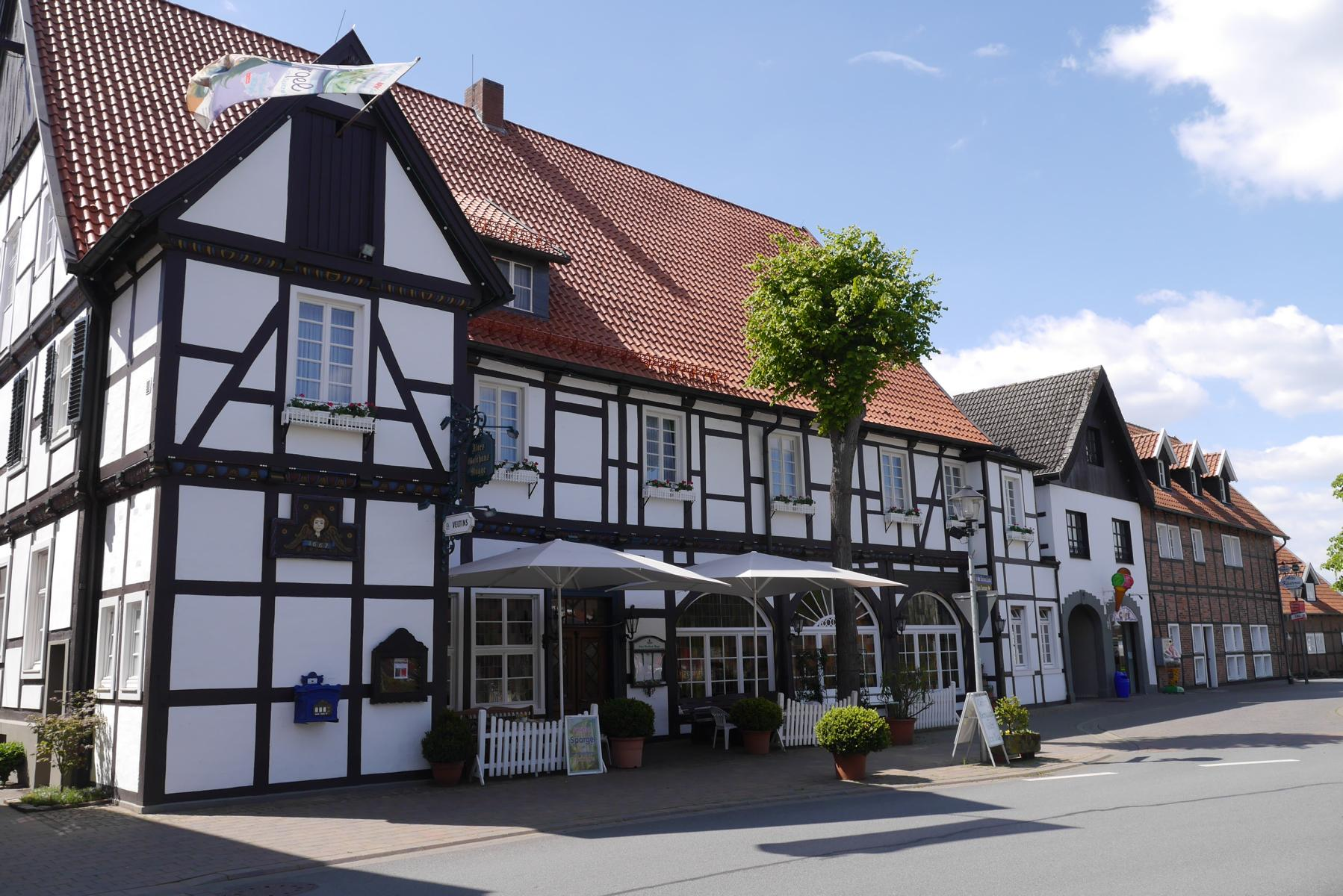
Clarholz, Kerkplein
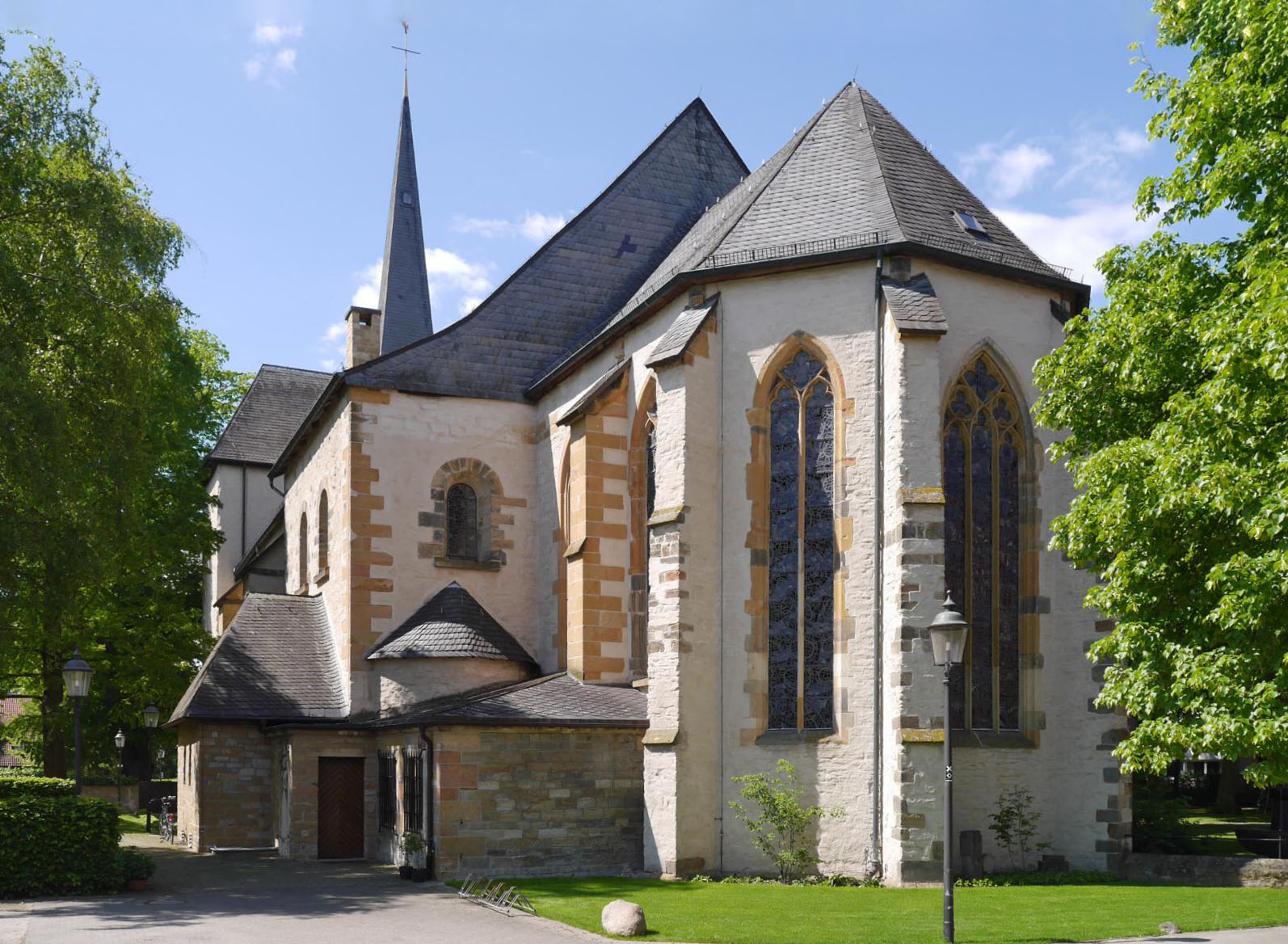
St. Laurentiuskerk, Clarholz
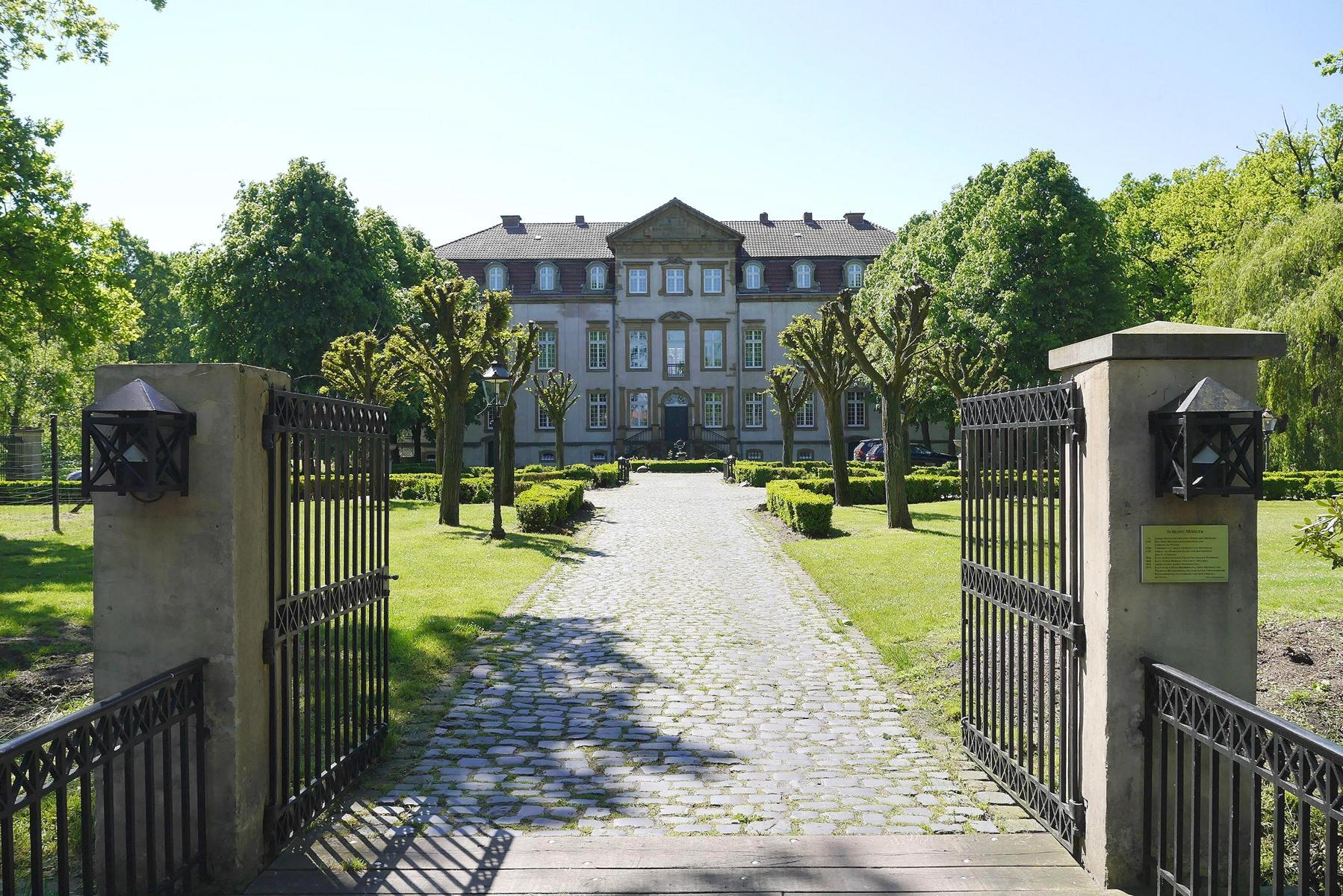
Schloss Möhler
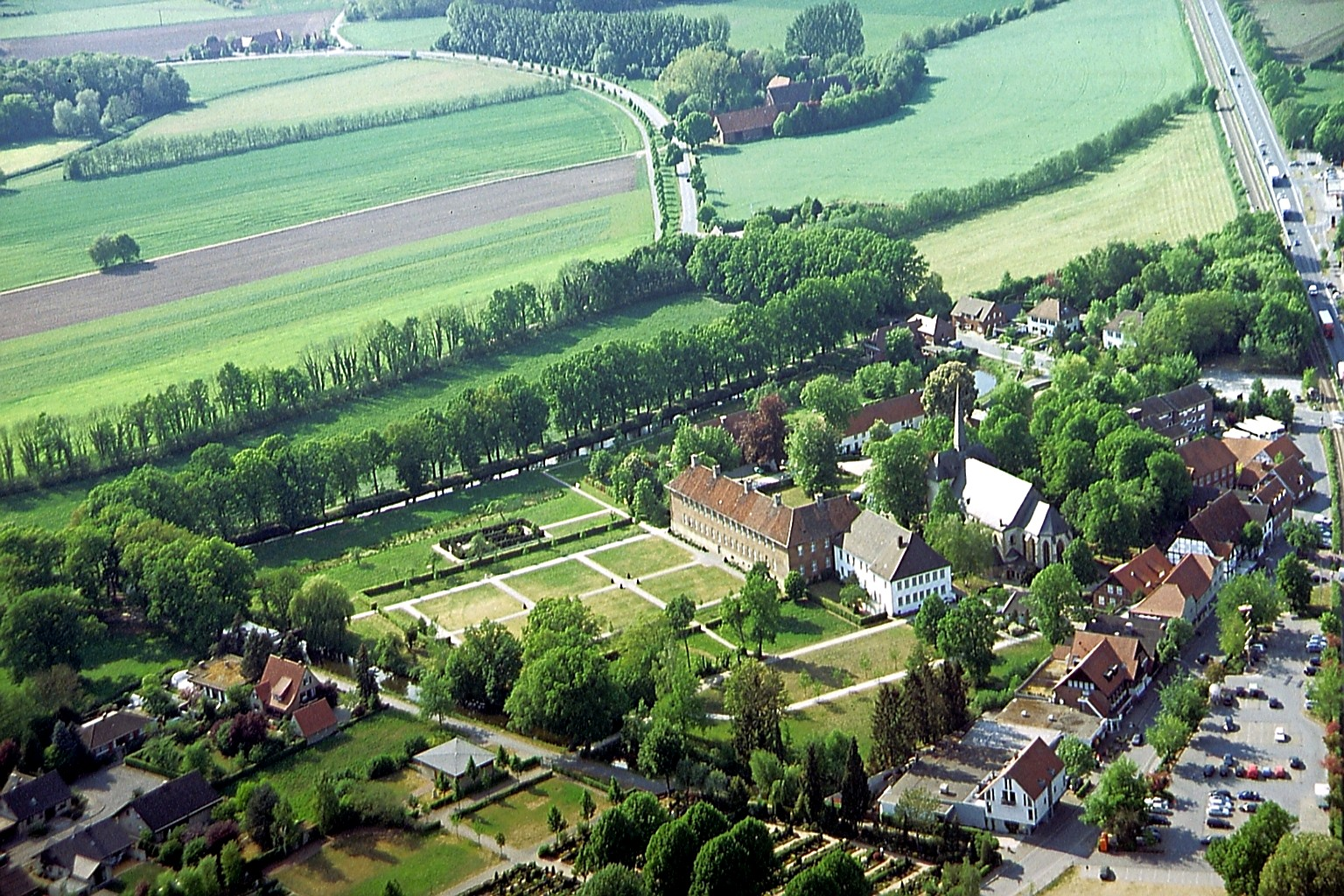
Stift Clarholz
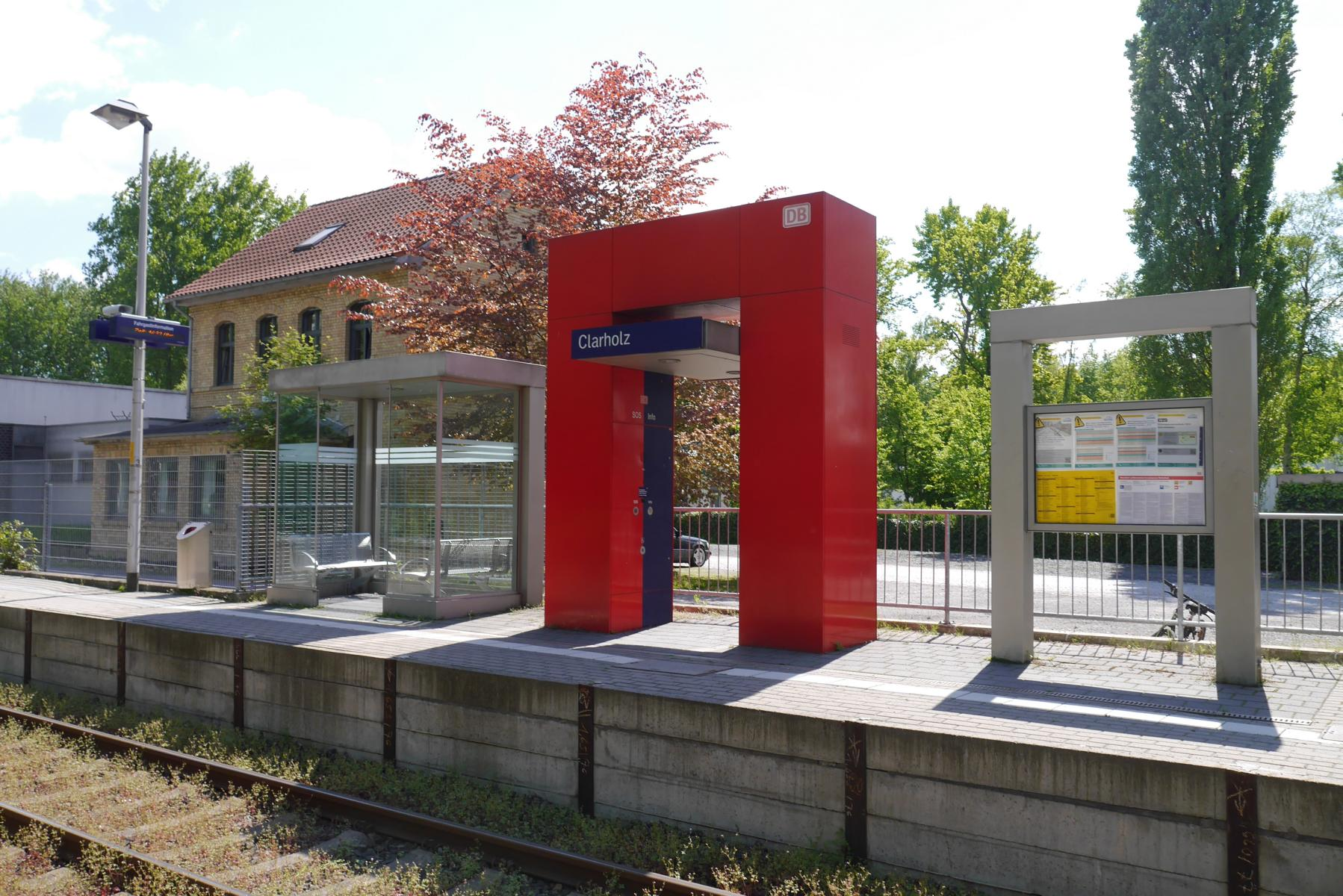
Station Clarholz

Borgholzhausen · Gütersloh · Halle · Harsewinkel · Herzebrock-Clarholz · Langenberg · Rheda-Wiedenbrück · Rietberg · Schloß Holte-Stukenbrock · Steinhagen · Verl · Versmold · Werther